# Tádžikové
Tadžikové (před 20. stoletím nazýváni Sartové) jsou persky mluvící etnikum žijící hlavně na území Tádžikistánu, Afghánistánu a Uzbekistánu. Menší skupiny lze nalézt v Íránu, Kazachstánu, Kyrgyzstánu, Rusku, Turkmenistánu a na Ukrajině. Celková populace je odhadována kolem 20 milionů. Do 20. století se obyvatelstvo dělilo do dvou skupin podle způsobu života – kočovná a usedlá skupina. Rozdělení Střední Asie do 5 sovětských republik v roce 1920 uměle označilo regiony, ačkoliv obyvatelé sami sebe na různé národy nerozdělovali.

## Kultura

### Jazyk
Úředním jazykem je tádžičtina. Dalším významným jazykem je ruština, která je mnohdy používána pro obchod. Považuje se za mezietnický jazyk. Třetím neoficiálním prvkem jsou jazyky pamírské. Poslední skupinou jsou jazyky jednotlivých etnik, která na území žijí.
Tádžičtinou dnes hovoří kolem 4 380 212 lidí. Z hlediska klasifikace se tadžičtina řadí mezi indoevropské jazyky pod větev perské jazyky. Dělí se dále do čtyř skupin dialektů – severní (samarkandsko-bucharský, západoferganský, východoferganský, uratjubinský, pendžikentský, varzobsko-gissarský), centrální (matčinský, falgarský), jižní (vachánsko-karateginský, kuljabský, kuljabsko-gissarský, rogský, badachšánský) a jihovýchodní (darvazský, vančský).
Co se týče psaného písma, tádžikové používají ruskou azbuku, která je doplněná o další čtyři znaky. Původní obyvatelé Tádžikistánu používali arabské písmo, v roce 1930 přešli na latinku, kterou azbuka vystřídala po roce 1940.

### Náboženství

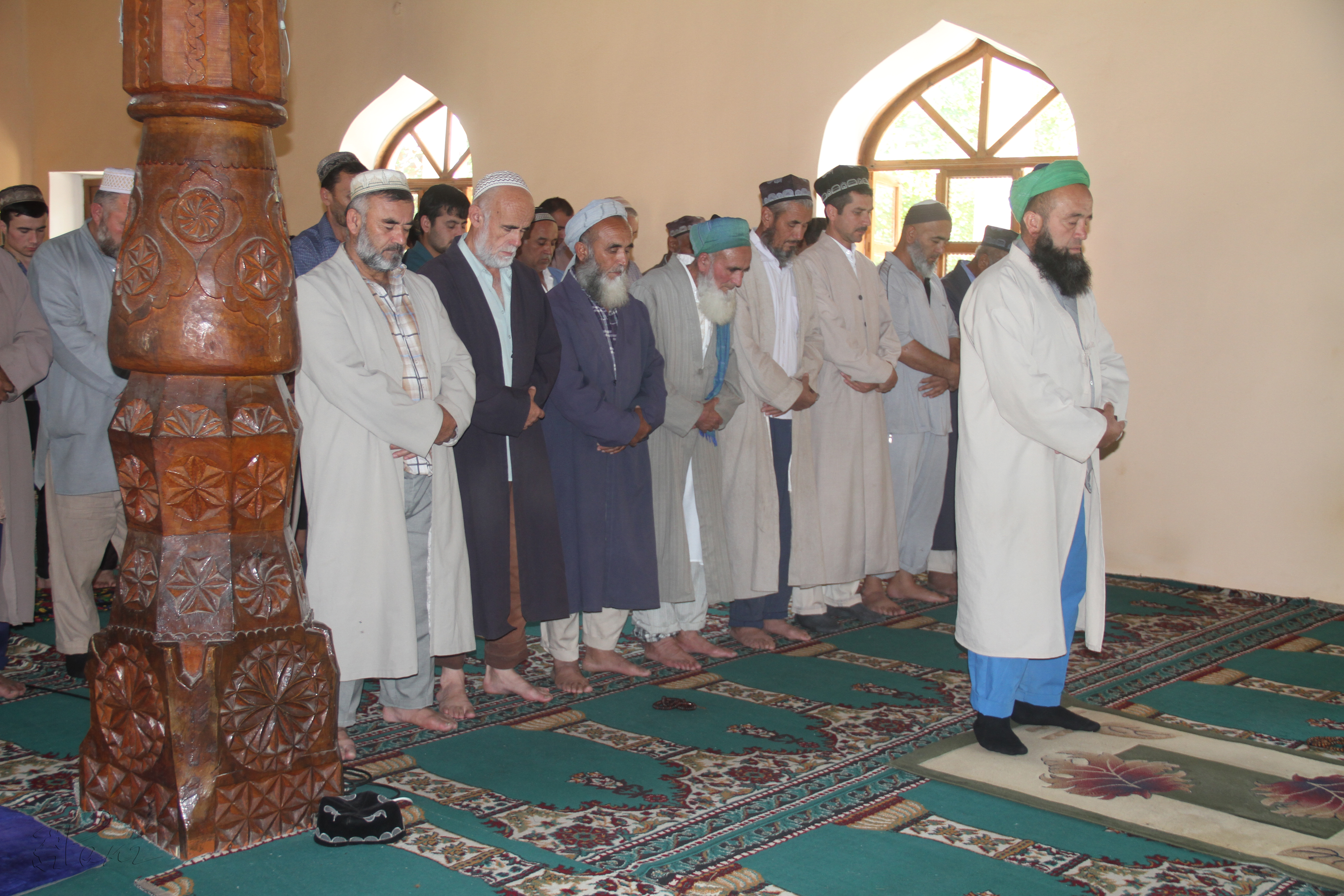
Věřící v mešitě v Tádžikistánu

K islámu se hlásí až 90 % obyvatel. Většina tádžiků jsou sunnitští muslimové, ale v odlehlých horských oblastech jsou šíité. Zbylých 10 % se hlásí k ostatním náboženstvím. Přibližně 230 tisíc z nich jsou křesťané – největší skupinou je ruská pravoslavná. Dále zde jsou novokřtěnci, římští katolíci, Adventisté sedmého dne, protestanti, luteráni a Svědkové Jehovovi. Další náboženské menšiny jsou Bahá'í, Zoroastristi, Hare Krišna, a také Židovství.

### Životní styl
Odívání Tádžiků je velmi ovlivněno způsobem života. Muži nosí dlouhé vesty bez límečku, opasek a za chladného počasí kabáty z ovčí kůže. K tradičnímu oblečení patří také vysoké klobouky z jehněčí kůže, které jsou lemované černým sametem a ozdobnou výšivkou. Klapky mohou být staženy dolů, aby chránily před větrem a sněhem. Ženy nosí šaty, vdané pak zástěry. Jak muži, tak ženy nosí plstěné punčochy a vysoké boty z ovčí kůže.
V jednom domě tradičně žijí tři generace, přičemž muž je hlavou rodiny. Ženy nemají právo dědit a jsou zcela kontrolovány muži. O manželství rozhodují rodiče. Po zásnubách chlapcova rodina předloží dary. Slavnosti trvají tři dny, dokud nevěsta neodloží svůj závoj.
Velkou událostí je narození dítěte. Pokud je to chlapec, pořádá se slavnostní střelba – tři výstřely (nebo tři hlasité výkřiky). Dívce se pod polštář ukládá koště, aby byla dobrou hospodyní. Příchozí hosté s gratulacemi posypou dítě moukou ve znaku přání všeho dobra.

## Genetika
Příslušníci Oxuské kultury z horního toku řeky Amudarja na jihu střední Asie, kteří pocházeli z neolitických zemědělců z Íránské vysočiny, pravděpodobně hráli významnou roli v migraci indoíránských kmenů andronovské kultury ze střední Asie do jejich pozdějších sídel na jihu. Během této expanze příslušníci andronovské kultury nejspíše převzali tuto městskou kulturu a smísili se s jejími obyvateli. Jejich přímými potomky jsou Tádžikové. Přibližně 18 % svého původu odvozují Tádžikové od východoasijských stepních populací jako byli Siungnuové.

## Umístění

### Tádžikistán

Tajik language countrys flags animation

V Tádžikistánu žije 7 768 385 obyvatel, z toho 79,9 % jsou Tadžikové. Na rozdíl od většiny středoasijských národů se zde nevyskytuje žádné dělení na kmeny, ačkoliv se tádžikové mohou dělit na 3 skupiny podle dialektu – Sogdijskou, Chaltonskou a Gornobadachšánskou. Z tradičních uznávaných institucí si dodnes zachoval význam mašvarat (schůze obecních stařešinů), džamomad (schůze mužů) a avlod (rodová skupina). Základní jednotkou společnosti je ovšem rozšířená rodina.

### Uzbekistán
Na území Uzbekistánu tvoří Tádžikové kolem 4 % obyvatel této republiky. Žijí hlavně v údolích řek Zeravšánu, Širabad-Darji, Soch, Suchran-Darji a Kaška-Darja.

### Afghánistán

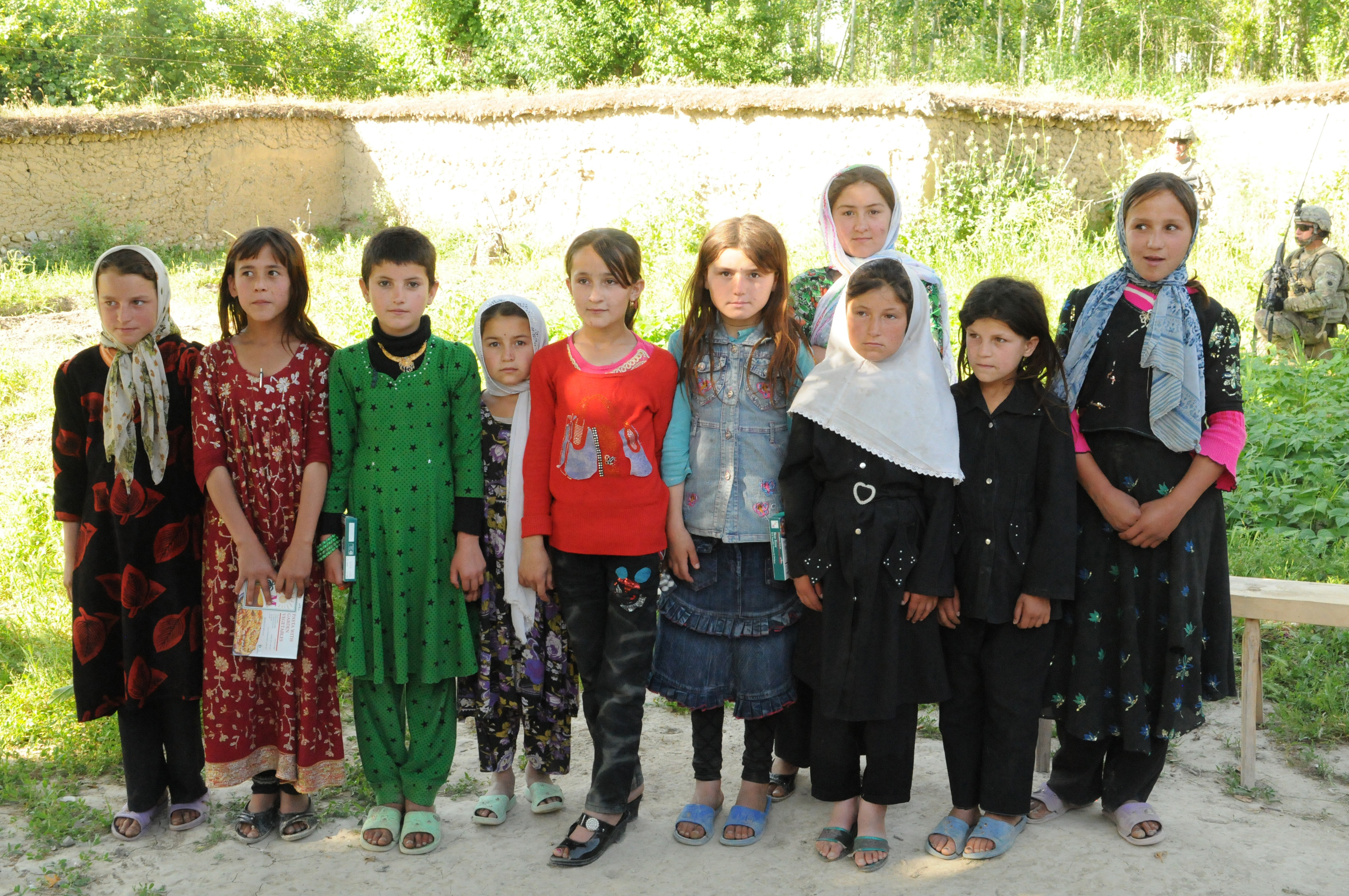
Mladé tádžické dívky v Afghánistánu

Tadžiků je na území Afghánistánu asi 3,5 milionu, čímž tvoří druhou nejpočetnější etnickou skupinu v zemi. Žijí převážně v Herátském údolí, na sever od Kábulu a v provincii Badachšán.

### Írán
Kolem 76 000 příslušníků žije na území Íránu, v provincii Chorásán. Jedná se o původní obyvatelstvo.

### Čína
Ve východní části Pamíru v oblasti Sin-ťiang (Xinjiang) se nachází autonomní oblast Tašikurgan (Taxkorgan), která je od roku 1950 domovem pro přibližně 41 tisíc Tádžiků. Většina žije právě v Tašikurganu, ale zbytek je rozptýlen přes oblasti v jižním Sin-ťiangu, včetně Ša-čche, Ce-pchu, Jie-čcheng a Pchi-šan.
Tádžikové jsou zemědělci – pěstují hlavně plodiny nenáročné na teplo (ječmen, hrách, ale i pšenici). Živí se také chovem dobytka. Vedou polokočovný život – přes jaro a léto vyženou stáda do hor, na zimu se vracejí do údolí.